# Буда-Дубовецька
Буда-Дубовецька (Дубовецька Буда, Дубовець, пол. Dubowiecka Buda, рос. Буда-Дубовецкая, Дубовецкая Буда) — колишня колонія у Троянівській і Пулинській волостях Житомирського повіту Волинської губернії та Дубовецькій сільській раді Черняхівського, Пулинського, Житомирського районів і Житомирської міської ради Волинської округи, Київської та Житомирської областей.
Лютеранське поселення на орендованих землях, лежало за 20 км північно-західніше міста Житомир, належало до лютеранської парафії в Житомирі.

## Населення
Наприкінці 19 століття кількість населення становила 97 осіб, дворів — 14, у 1906 році нараховувалося 57 жителів, дворів — 14, у 1910 році — 51 особа, на 1923 рік — 14 дворів та 93 мешканці.

## Історія
Наприкінці 19 століття — колонія Троянівської волості Житомирського повіту, за 17 верст від Житомира. Православна парафія — у Вільську.
У 1906 році — колонія Троянівської волості (6-го стану) Житомирського повіту Волинської губернії. Відстань до губернського та повітового центру, м. Житомир, становила 18 верст, до волосного центру, містечка Троянів — 38 верст. Найближче поштово-телеграфне відділення розташовувалося в Житомирі.
До 1923 року входила до складу Пулинської волості. У 1923 році увійшла до складу новоствореної Дубовецької сільської ради, яка 7 березня 1923 року включена до складу новоутвореного Черняхівського району Житомирської (згодом — Волинська) округи. Відстань до районного центру, м. Черняхів, становила 21 версту, до центру сільської ради, с. Дубовець — 2 версти.
28 вересня 1925 року, в складі сільської ради, передана до Пулинського району Волинської округи, 3 квітня 1930 року — до складу Черняхівського району, 17 жовтня 1935 року — до складу Житомирської міської ради Київської області, 14 травня 1939 року — до складу новоствореного Житомирського району Житомирської області.
Знята з обліку населених пунктів до 1 жовтня 1941 року.